# Almodôvar e Graça dos Padrões
Almodôvar e Graça dos Padrôes (llamada oficialmente União das Freguesias de Almodôvar e Graça dos Padrôes) es una freguesia portuguesa del municipio de Almodôvar, distrito de Beja.

## Historia
Fue creada el 28 de enero de 2013 en aplicación de una resolución de la Asamblea de la República de Portugal promulgada el 16 de enero de 2013 con la unión de las freguesias de Almodôvar y Senhora da Graça de Padrões, pasando su sede a estar situada en la antigua freguesia de Almodôvar.

## Demografía
| Gráfica de evolución demográfica de Almodôvar e Graça dos Padrôes entre 2011 y 2021 |
|                                                                                     |
| Datos según el nomenclátor publicado por el INE portugués.                          |